# Cryptocoryne fusca
Cryptocoryne fusca är en kallaväxtart som beskrevs av De Wit. Cryptocoryne fusca ingår i släktet Cryptocoryne och familjen kallaväxter. Inga underarter finns listade.